# عمارة عربية
العمارة العربية هي العمارة التي نشأت خلال القرون المختلفة في الوطن العربي. العمارة العربية تشمل العديد من الأنواع والطرز المعمارية المختلفة التي تطورت وأثرت وتأثرت بغيرها خلال الحقب المختلفة.

## الطرز والأنواع
يمكن تصنيف العمارة العربية إلى ثلاث فئات رئيسية تقسم كل منها إلى فئات أخرى:

### العمارة العربية القديمة
وتشمل العمارة التي تركها الأقوام الغابرة من مصريين وكنعانيين وفينيقيين وبابليين وسبأيين وغيرهم كما تشمل العمارة التي أستخدمها العرب في الجاهلية مثل الغساسنة والمناذرة. تشمل هذه العمارة:
- عمارة مصرية قديمة
- عمارة الشام القديمة
- عمارة وادي الرافدين القديمة
- العمارة اليمنية القديمة
- العمارة في العصر الجاهلي

### العمارة العربية الإسلامية
معظم آثار العمارة الموجودة الآن تعود لهذه الفترة كما أنها أثرت على مختلف الدول سواء التي كانت ضمن الدولة الإسلامية كالهند وإيران وآسيا الوسطى، أم لم تكن كأوروبا القرون الوسطى وبعض الدول الإفريقية. في هذا العصر أصبحت العمارة متشابهة بين المشرق والمغرب العربي بسبب وحدة الدين والثقافة العامة بالرغم من بعض الفروقات في الطراز. تشمل هذه العمارة: 

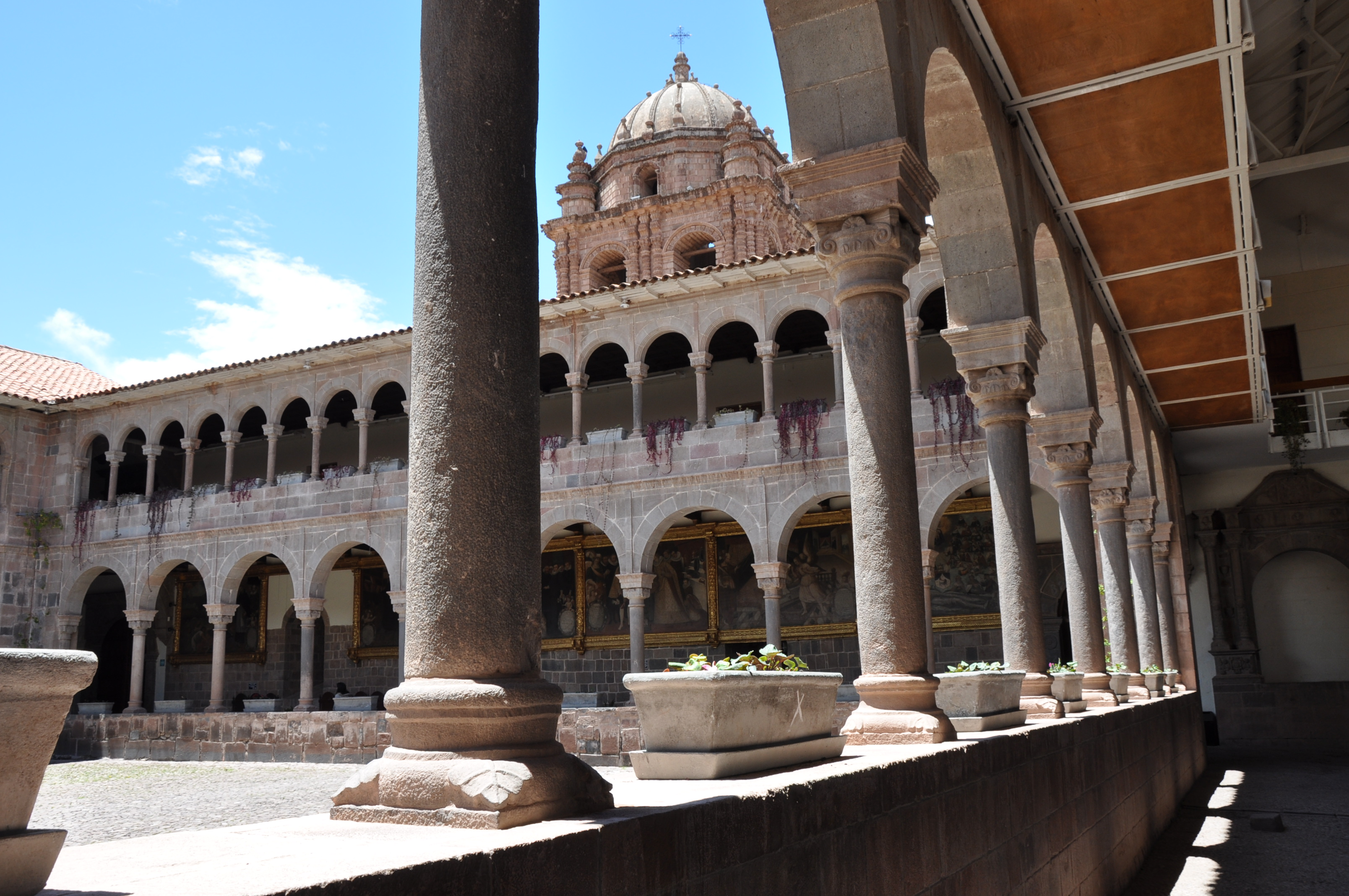
كنيسة «سانتو دومينغو» بكوزكو من نماذج انتقال الطراز الأندلسي إلى أمريكا الجنوبية مع الاستعمار الإسباني في الأمريكيتين.

- الطراز اليزنطي
- الطراز العباسي
- الطراز الأيوبي
- الطراز الفاطمي
- الطراز المصري المملوكي
- الطراز الطولوني
- الطراز الأندلسي (أو المغربي)
- العمارة العربية التقليدية

### العمارة العربية الحديثة

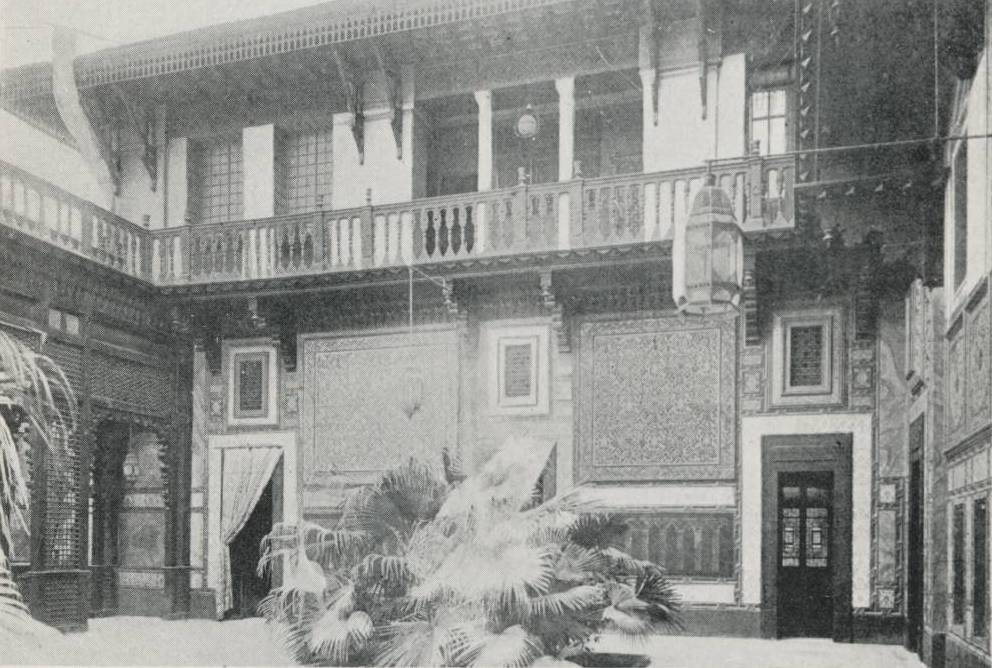
باحة منزل مصري 1906م

وهي العمارة التي بدأت بوادرها في نهاية القرن التاسع عشر وبداية القرن العشرين مع الاحتلال الأوروبي للدول العربية وبداية التأثر بالغرب. العمارة في هذه الفترة انقطعت انقطاعا قويا عن ما سبقها وتبعت بصورة عامة العديد من المدارس المعمارية الحديثة كالحداثة وما بعد الحداثة وغيرها. في النصف الثاني من القرن العشرين ظهر بعض المعماريين العرب الذين أسسوا مدارس معمارية أكثر ارتباطا بالعمارة العربية التقليدية أو أكثر ارتباطا بالثقافة العربية، إلا أن هذه المدارس اعتمدت على قلة قليلة ولم تنمو لتصبح حركات أو طرز معمارية.